# Зелёная граница
«Зелёная граница» (пол. Zielona granica) — фильм польского режиссёра Агнешки Холланд. Его премьера состоялась в сентябре 2023 года в рамках основной программы 80-го Венецианского кинофестиваля, картина получила Специальный приз жюри.

## Сюжет
Действие фильма происходит на белорусско-польской границе в начале 2020-х годов. Главные герои — беженцы, учительница английского языка из Афганистана и семья сирийцев.

## В ролях
- Агата Кулеша
- Мацей Штур

## Премьера и восприятие
Фильм показали в сентябре 2023 года на 80-м Венецианском кинофестивале, в рамках основной программы. Он был удостоен Специального приза жюри.
Российский кинокритик Стас Тыркин отметил, что Холланд в этой картине стремится объективно показать проблемы беженцев.
Фильм был негативно воспринят большим количеством политиков из правящей партии «Право и справедливость». Президент Польши Анджей Дуда назвал фильм анти-польским, министр юстиции Польши Збигнев Зёбро сравнил Агнешку с Йозефом Геббельсом и отметил, что её отец был коммунистом.